# 西施故里
29°42′06.14″N 120°14′00.64″E / 29.7017056°N 120.2335111°E

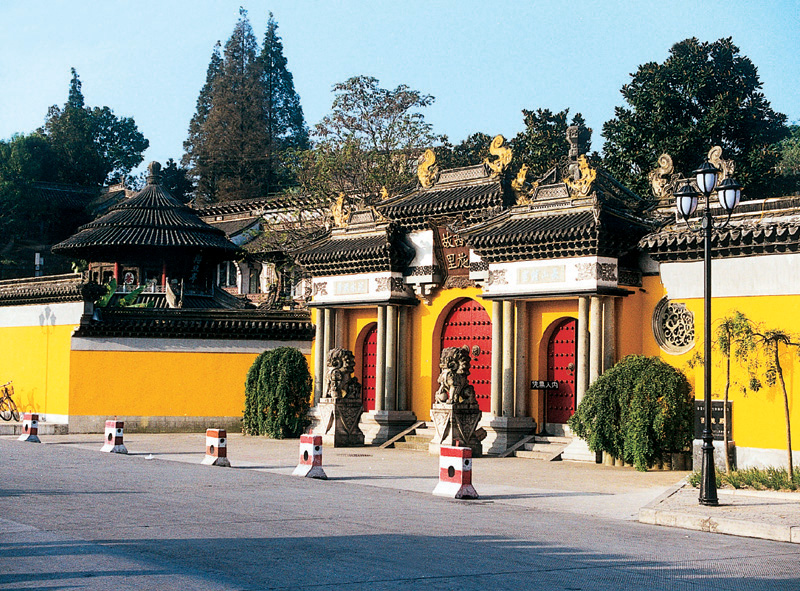
西施殿大门

西施故里旅游区于2003年初由浙江省诸暨市人民政府开始规划兴建，陆续建设至今，已建成一个横跨浣江两岸、总面积为1.44平方公里的人文风景旅游区。旅游区位于诸暨市城南苎萝山下，浣纱江畔，按不同的功能划分为“一轴一心六区”。“一轴”为南北贯穿整个旅游区的浣江风景带，“一心”指西施殿景区，“六片”指主入口管理区、鸬鹚湾古渔村景区、古越文化区、美苑休闲娱乐区、三江口湿地生态保护区、休闲度假区。西施故里旅游区依江而建，纵深数里，西施殿、中国历代名媛馆、范蠡祠、三贤寺、泰山庙、民俗馆、郑氏宗祠、古越一条街等错落而建。

## 西施殿
西施殿位于浣江东面，在旅游区整体规划前就已建成。1986年奠基动工，1990年10月落成，占地面积五千多平方米，由门楼、西施殿、古越台、郑旦亭、碑廊、红粉池、沉鱼池、先贤阁等多个景点。在重修过程从民间征集了一万二千多件诸暨各地老式民居上拆下来的古建筑构件，包括梁、柱、门、窗、牛腿、擎枋、斗拱、雀替等，再经设计施工人员的精心搭配，巧妙利用，使西施殿更具有了浓厚的诸暨地方特色和非凡的艺术内涵，成为诸暨的一个标志性建筑。

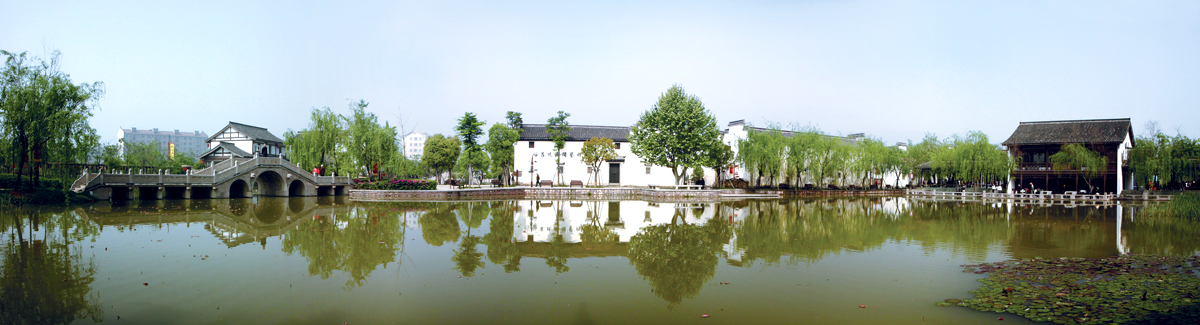
西施故里
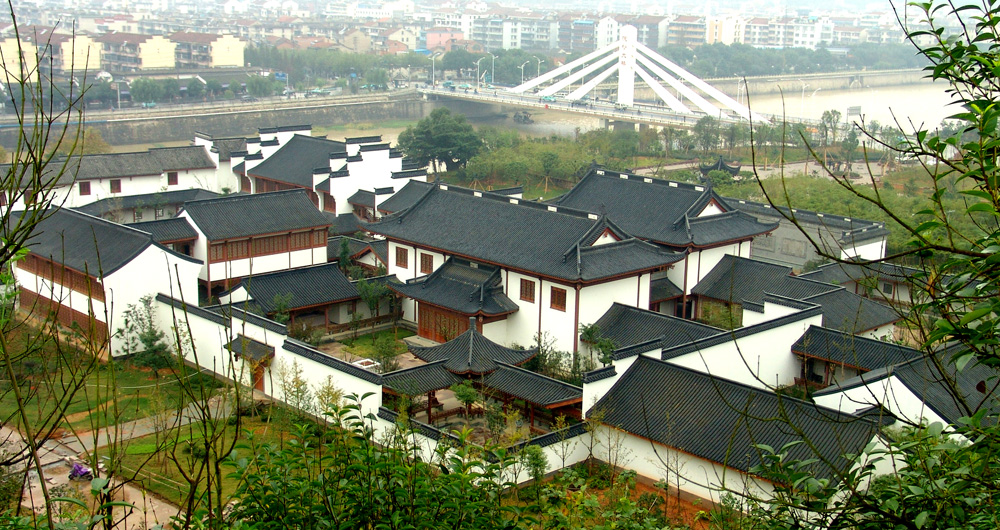
西施故里主屋
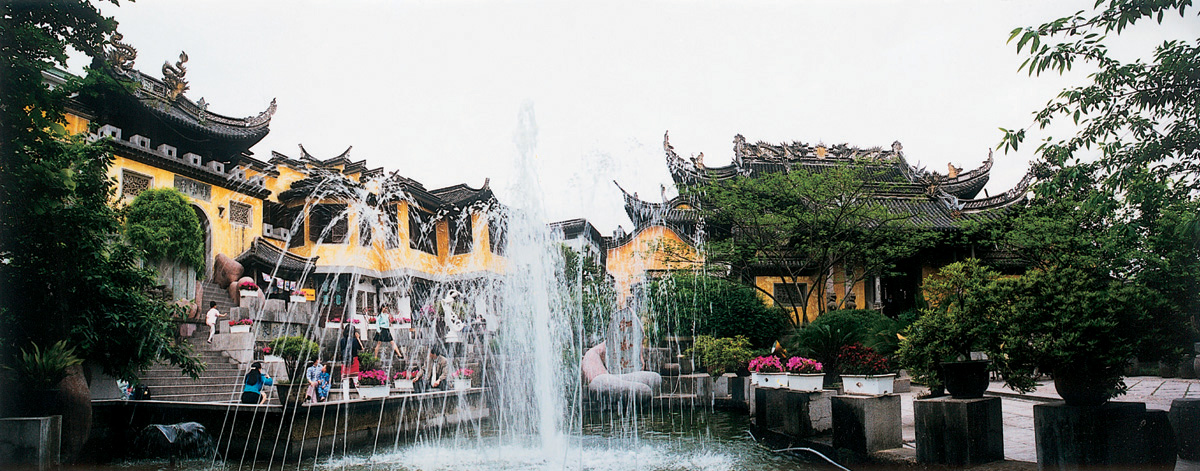
西施殿内景
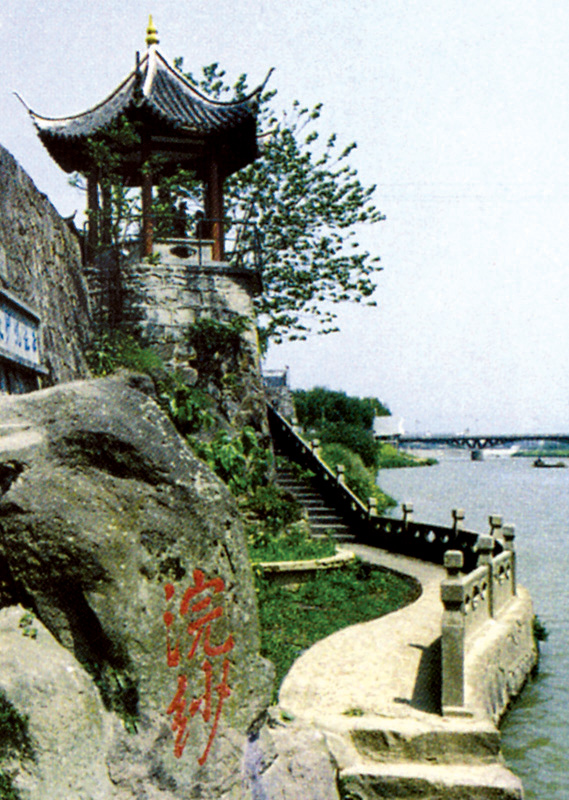
浣纱亭
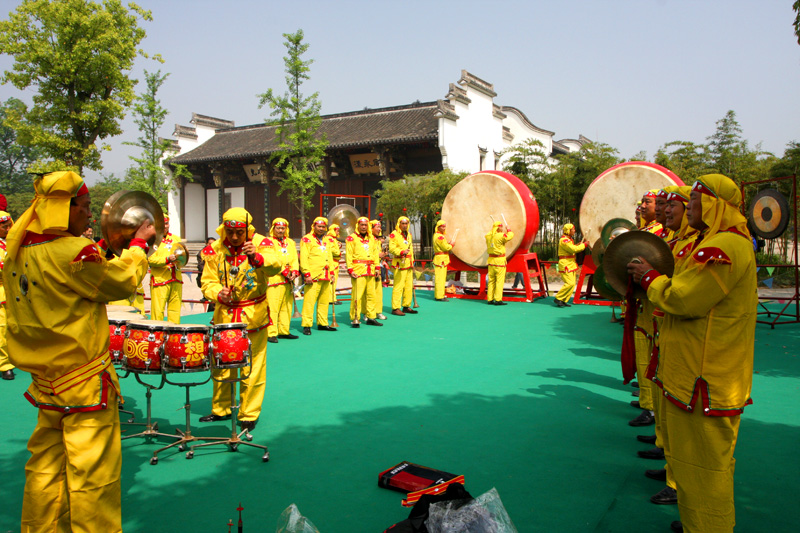
西施故里旅游节时的锣鼓队

## 參看
- 蠡園